# Acraea dissociata
Acraea dissociata är en fjärilsart som beskrevs av Butler 1902. Acraea dissociata ingår i släktet Acraea och familjen praktfjärilar. Inga underarter finns listade i Catalogue of Life.